# Romualdo Rodríguez Vera
Romualdo Rodríguez de Vera y Romero (Orihuela, 1 de febrero de 1891 - París, 22 de noviembre de 1978) fue un político socialista español.

## Trayectoria
Estudió Medicina y Cirugía en la Universidad de Madrid y desempeñó la profesión de médico. Además, fue un destacado miembro del Partido Socialista Obrero Español, primero en la Agrupación Socialista de Orihuela, en la que ingresó en 1919, y luego la Federación Provincial Socialista alicantina. Por este partido concurrió a las elecciones de 1931 y 1933 por la provincia de Alicante, siendo elegido en ambas ocasiones (en las primeras, en la lista de la coalición Izquierda Republicana y Socialista, formada por el PSOE y los radical socialistas, en la segunda, en segunda vuelta, en la lista del PSOE). Pertenecía a la masonería y fue miembro del Gran Oriente Español, con el nombre simbólico de “Galeno”
Durante la legislatura 1931-1933 fue secretario general del Ministerio de Comunicaciones (verano de 1931) y director general de Comunicaciones, en tanto que en la 1934-1936 fue miembro de la Comisión Parlamentaria de Comunicaciones que aprobó la primera Ley de Radiodifusión española (1934).
Rodríguez Vera era uno de los líderes provinciales de la tendencia besteirista opuesta a la caballerista, razón por la cual fue excluido de la candidatura en las elecciones de febrero de 1936.
Finalizada la guerra civil española, fue detenido en abril de 1939 en Benidorm y encarcelado en Alicante. Aunque fue condenado a doce años de cárcel, fue puesto en libertad en 1942. Participó en los intentos de reorganizar el PSOE en la clandestinidad, pero fue detenido de nuevo en 1944. Aunque puesto en libertad por enfermedad, en 1945 fue condenado a tres años de prisión. En 1947, el Tribunal de Represión de la Masonería y del Comunismo le condenó a doce años de libertad vigilada, pena que merced a varios indultos se consideró cumplida en 1953. En esta fecha se exilió en Francia, trabajando en el Dispensario Cervantes de París. Murió en el exilio en 1978.